# Charyzma
Charyzma (gr. chárisma „dar”) – termin zaczerpnięty z teologii, gdzie określał jednostki obdarowane łaską boską, „darem bożym”, obecnie rozumiany jest jako:
- Atrybut, osobista cecha jednostki, wyjątkowa jakość jej przypisywana, coś, co ktoś posiada lub jest w to wyposażony. Charyzmę utożsamia się z wszelkiego rodzaju osobistymi cechami jednostki, które czynią ją wyjątkową na tle reszty społeczności.
- Relacja między liderem a jego zwolennikami, czyli wpływ, jaki ma ten pierwszy na drugich. Jest to zdolność lidera do wywierania bardzo wyraźnego wpływu na normatywną orientację innych członków wspólnoty. W efekcie ukształtowania się tej relacji powinny ulec transformacji wartości czy też przekonania akceptowane przez zwolenników, a nie tylko ich zachowania. Lider zostaje uznany za charyzmatycznego, gdyż po pierwsze, ma określoną misję do wypełnienia, a po drugie, w sposób spontaniczny zostają uznane przez zwolenników jego wyjątkowe cechy, zdolności czy właściwości. Uznanie to opiera się na irracjonalnych odczuciach i emocjach, dla których punktem odniesienia są cechy czy zdolności lidera postrzegane na podobieństwo boskiego stygmatu.

Termin „charyzma” jest używany w odniesieniu do lidera i cech, w jakie został on wyposażony czy które posiada, nie nawiązując do celów, do jakich on zmierza, czy motywów, jakimi się kieruje.
Władza lidera nie jest ograniczona normami prawnymi, opiera się na jego autorytecie, a wsparta jest wąską grupą ludzi osobiście przez lidera wybranych.
Konkretne znaczenie terminowi „charyzma”, a właściwie panowaniu charyzmatycznemu nadał socjolog niemiecki Max Weber. Stwierdził on, iż istnieją trzy typy panowania: tradycyjne, legalne, charyzmatyczne. To ostatnie cechuje się niestabilnością. Ma ono charakter przejściowy i niejednokrotnie pozostaje wytworem zmian społecznych o charakterze rewolucyjnym. Z czasem może nastąpić zjawisko „spowszednienia” charyzmy i przekształcenia się panowania charyzmatycznego w jeden z dwóch pozostałych typów panowania.
„Stan kolektywnego zagrożenia” sprzyja pojawieniu się przywództwa charyzmatycznego. Psychologiczny stan społeczeństwa jako całości staje się kluczem do zrozumienia mechanizmu tego procesu, którego widocznym efektem jest pojawienie się nowego katalogu wartości czy nowych form kolektywnej identyfikacji. Władza oparta na charyzmie ma tendencję stawania się niedemokratyczną, gdyż liderzy żądają uznania swych właściwości i wcale nie muszą reprezentować interesów czy opinii swych zwolenników. Ten typ władzy ma charakter przejściowy i personalny. Z reguły trudno znaleźć następcę dla charyzmatycznego lidera i w efekcie następuje powrót do zwykłego, zinstytucjonalizowanego stylu kierowania społecznością.
W nauce o polityce często używane jest pojęcie charyzmy sytuacyjnej. Nie ma ona nic wspólnego z mesjanistycznymi właściwościami liderów charyzmatycznych, choć może wywołać charyzmatyczną reakcję. W tym przypadku na plan pierwszy przy ocenie lidera wysuwają się cele oraz motywy, jakimi się kieruje, a nie jego cechy osobowościowe. Społeczeństwa, które znalazły się w sytuacji kryzysowej, są szczególnie skłonne do postrzegania lidera politycznego jako osoby o niespotykanych kwalifikacjach. Lojalność wynika z faktu oferowania przez niego programu ocalenia społecznego czy nowej wizji społeczeństwa. Tego typu charyzma była bardzo istotnym elementem stylu kierowania państwem w przypadku Konrada Adenauera w Niemczech, de Gaulle’a we Francji czy A. de Gasperiego we Włoszech.